# Suchý potok (přítok Němčického potoka)
Suchý potok pramení jihozápadně od Němčic, nedaleko Němčických jeskyní na trati Svinovy. Za středověku se zde nacházela ves Suchov, která zanikla a podle které dostal potok své pojmenování. Potok pokračuje ve svém toku přes les Brusnou, na jehož jižním okraji se vlévá zprava do Němčického potoka. Němčický potok se po necelém kilometru na severozápadním cípu městyse Sloup spojuje s potokem Žďárnou a zakrátko s potokem Luhou. Spolu pak tvoří Sloupský potok.